# Elezioni parlamentari in Scozia del 2021
Le elezioni parlamentari in Scozia del 2021 si sono tenute il 6 maggio come previsto dallo Scotland Act 1998. Tutti i 129 membri del Parlamento scozzese sono stati eletti nell'ambito della sesta elezione dalla re-istituzione del Parlamento, nel 1999.
La campagna elettorale ha avuto inizio il 25 marzo 2021, anche se il Parlamento non è stato ufficialmente sciolto fino al 5 maggio, il giorno prima dell'elezione. I principali partiti che hanno concorso alle elezioni sono il Partito Nazionale Scozzese (SNP), guidato dal Primo Ministro Nicola Sturgeon, i Conservatori Scozzesi guidati da Douglas Ross, i Laburisti scozzesi guidati da Anas Sarwar, i Liberal Democratici Scozzesi guidati da Willie Rennie, i Verdi scozzesi guidati da Patrick Harvie e Lorna Slater e Reform UK, guidato da Michelle Ballantyne. Di questi sei partiti, due avevano cambiato i propri leader dalle elezioni del 2016, e Reform UK ha corso per la prima volta. Il 26 marzo, l'ex Primo Ministro scozzese e leader del SNP Alex Salmond annunciò la propria intenzione di candidarsi alle elezioni come leader del Partito Alba, che ha cercato di ottenere seggi nelle liste regionali. Sia Reform UK, che Alba, che gli altri nuovi partiti non sono riusciti ad ottenere seggi.
Il SNP ha conquistato il collegio di Edinburgh Central, Ayr e East Lothian, oltre ad ottenere la maggiore percentuale del voto popolare e il più alto numero di collegi di qualsiasi altra elezione parlamentare scozzese, ottenendo l'85% dei collegi uninominali. I Verdi scozzesi hanno ottenuto 8 seggi, il loro miglior risultato in un'elezione scozzese, e i conservatori hanno mantenuto i propri 31 seggi. SNP e Verdi, che sostengono entrambi l'indipendenza, hanno ottenuto la maggioranza al Parlamento scozzese (72 su 129). Il risultato è interpretato come una vittoria per il SNP. I partiti unionisti hanno ottenuto una leggera maggioranza dei voti nei collegi uninominali, mentre i partiti indipendentisti hanno fatto lo stesso nelle liste regionali.
L'affluenza alle urne ha registrato il record del 63,5%, la più alta in tutte le elezioni parlamentari scozzesi.

## Sistema elettorale
Il numero totale dei membri del Parlamento scozzese è 129.
Il Parlamento scozzese utilizza sistema a membri addizionali, progettato per produrre una rappresentanza proporzionale per ogni regione. Vi sono 8 regioni, ognuna delle quali divisa in collegi più piccoli, che in totale sono 73. Ogni collegio elegge un deputato scozzese con un sistema a maggioranza semplice a turno unico (first-past-the-post). Ogni regione elegge 7 deputati addizionali con un sistema a membri addizionali. Una variante del metodo D'Hondt, che utilizza i risultati dei collegi, viene utilizzato per assegnare i seggi dei deputati addizionali.
Le estensioni dei 73 collegi uninominali sono cambiate per l'ultima volta in occasione delle elezioni del 2011, che mutò anche la configurazione delle regioni elettorali utilizzate per eleggere i membri delle liste del Parlamento scozzese. Queste revisioni furono l'esito della prima revisione periodica dei collegi e circoscrizioni del Parlamento scozzese, condotta dalla Boundary Commission for Scotland.
I collegi del Parlamento scozzese non sono identici ai collegi scozzesi della Camera dei comuni sin dalle elezioni generali del 2005, quando i 72 collegi scozzesi dell'epoca a Westminster furono sostituiti con gli attuali 59.

## Risultati

Composizione dopo le elezioni

Percentuali di voto per collegio alle elezioni del 2021

| Partito | Partito                    | Sistema a membri addizionali | Sistema a membri addizionali | Sistema a membri addizionali | Sistema a membri addizionali | Sistema a membri addizionali | Sistema a membri addizionali | Sistema a membri addizionali | Sistema a membri addizionali | Sistema a membri addizionali | Sistema a membri addizionali | Seggi totali | Seggi totali | Seggi totali |
| Partito | Partito                    | Collegi                      | Collegi                      | Collegi                      | Collegi                      | Collegi                      | Regioni                      | Regioni                      | Regioni                      | Regioni                      | Regioni                      | Seggi totali | Seggi totali | Seggi totali |
| Partito | Partito                    | Voti                         | %                            | +/-                          | Seggi                        | +/-                          | Voti                         | %                            | +/-                          | Seggi                        | +/-                          | Totale       | +/-          | %            |
| ------- | -------------------------- | ---------------------------- | ---------------------------- | ---------------------------- | ---------------------------- | ---------------------------- | ---------------------------- | ---------------------------- | ---------------------------- | ---------------------------- | ---------------------------- | ------------ | ------------ | ------------ |
|         | Partito Nazionale Scozzese | 1.291.204                    | 47,7                         | 1,2                          | 62                           | 3                            | 1.094.374                    | 40,3                         | 1,4                          | 2                            | 2                            | 64           | 1            | 49,6         |
|         | Conservatori               | 592.518                      | 21,9                         | 0,1                          | 5                            | 2                            | 637.131                      | 23,5                         | 0,6                          | 26                           | 2                            | 31           | Stabile      | 24,0         |
|         | Laburisti                  | 584.392                      | 21,6                         | 1,0                          | 2                            | 1                            | 485.819                      | 17,9                         | 1,2                          | 20                           | 1                            | 22           | 2            | 17,0         |
|         | Verdi                      | 34.990                       | 1,3                          | 0,7                          | 0                            | Stabile                      | 220.324                      | 8,1                          | 1,5                          | 8                            | 2                            | 8            | 2            | 6,2          |
|         | Liberal Democratici        | 187.746                      | 6,9                          | 0,9                          | 4                            | Stabile                      | 137.152                      | 5,1                          | 0,1                          | 0                            | 1                            | 4            | 1            | 3,1          |
|         | Alba                       | —                            | —                            | —                            | —                            | —                            | 44.913                       | 1,7                          | Nuovo                        | 0                            | Nuovo                        | 0            | Nuovo        | 0,0          |
|         | All for Unity              | —                            | —                            | —                            | —                            | —                            | 23.299                       | 0,9                          | Nuovo                        | 0                            | Nuovo                        | 0            | Nuovo        | 0,0          |
|         | Famiglie Scozzesi          | 2.734                        | 0,1                          | Nuovo                        | 0                            | Nuovo                        | 16.085                       | 0,6                          | Nuovo                        | 0                            | Nuovo                        | 0            | Nuovo        | 0,0          |
|         | Altri                      | 15.923                       | 0,58                         |                              | 0                            | 0                            | 53.687                       | 1,97                         |                              | 0                            | 0                            | 0            | 0            | 0            |
|         | Totale                     | 2.706.761                    | 100,0                        |                              | 73                           |                              | 2.712.784                    | 100,0                        |                              | 56                           |                              | 129          |              | 100,0        |
|         | Elettorato e affluenza     | 4.280.785                    | 63,46                        | 7,7                          |                              |                              | 4.280.785                    | 63,49                        | 7,7                          |                              |                              |              |              |              |

|                     |                     |  |       |       |
| ------------------- | ------------------- |  | ----- | ----- |
| SNP                 | SNP                 |  | 47,7% | 47,7% |
| Conservatori        | Conservatori        |  | 21,9% | 21,9% |
| Laburisti           | Laburisti           |  | 21,6% | 21,6% |
| Liberal Democratici | Liberal Democratici |  | 6,9%  | 6,9%  |
| Verdi               | Verdi               |  | 1,3%  | 1,3%  |

|                     |                     |  |       |       |
| ------------------- | ------------------- |  | ----- | ----- |
| SNP                 | SNP                 |  | 40,3% | 40,3% |
| Conservatori        | Conservatori        |  | 23,5% | 23,5% |
| Laburisti           | Laburisti           |  | 17,9% | 17,9% |
| Verdi               | Verdi               |  | 8,1%  | 8,1%  |
| Liberal Democratici | Liberal Democratici |  | 5,1%  | 5,1%  |

|                     |                     |  |       |       |
| ------------------- | ------------------- |  | ----- | ----- |
| SNP                 | SNP                 |  | 49,6% | 49,6% |
| Conservatori        | Conservatori        |  | 24,0% | 24,0% |
| Laburisti           | Laburisti           |  | 17,0% | 17,0% |
| Verdi               | Verdi               |  | 6,2%  | 6,2%  |
| Liberal Democratici | Liberal Democratici |  | 3,1%  | 3,1%  |